# Club Social y Deportivo Juan Ferreira (voleibol feminino)
O  Club Social y Deportivo Juan Ferreira ,  é  um time uruguaio de voleibol indoor masculino e feminino da  cidade de Montevidéu.Clube fundando em 1941 e na história recente passou 10 anos abandonado e um grupo de jogadoras conseguiram refunda-lo em 2012 e pouco a pouco resgatando e possui  um piso de quadra próprio e exclusivo para prática de voleibol, a única do país, foi o primeiro campeão do Torneio Voley Top de 2014
antes era de cimento, conquistou o título da Super Liga 2015, vencendo o Torneio Abertura e o Clausura qualificando-se para o Campeonato Sul-Americano de Clubes de 2016 na Argentina

## Resultados obtidos nas principais competições

### Títulos conquistados
- Campeonato Uruguaio(’1 vez'’'): 2015[3]
- Voley Top:2014[1]
- Campeonato Sul-Americano de Clubes:(não possui)